# Brod (arhitektura)
Brod ili lađa (od srednjovjekovnog latinskog navis) je središnji prilaz glavnom oltaru u crkvenoj arhitekturi. Izraz je vjerojatno nastao prema sličnosti brodskog trupa sa svodom. Crkveni brod, bio on romanički, gotički ili klasični, prostire se od ulaza - koji može imati odvojeno predvorje, narteks - do svetišta, a sa strane mu se nalaze niži bočni brodovi odvojeni od glavnog broda arkadama.  Crkvena zdanja mogu biti jednobrodna ili višebrodna (trobrodna - glavni brod i dva bočna broda; peterobrodna - glavni brod i četiri bočna broda).
Iako se modernom posjetitelju brod čini glavnim dijelom gotičke crkve, crkve se ponekad grade čim sredstva postanu dostupna, gradeći prema van od liturgijski bitnog svetilišta, pa su mnoge posvećene prije nego što im je brod dovršen. Mnogi brodovi nisu bili dovršeni prema početnom planu, pošto su se ukusi promijenili, a neki brodovi nisu dovršeni uopće.
Visina glavnog broda omogućuje prostor za prozore kleristorija iznad krovova bočnih brodova, koji daju osvjetljenje interijeru (bazilikalno osvjetljenje), ostavljajući apsidu u sjeni kao kod opatije u Saint-Georges-de-Boschervilleu. Takav tip sakralne građevine, kod kojega je glavni brod viši od bočnih, naziva se bazilika. Arhitektonske prethodnice ove konstrukcije leže u sekularnoj rimskoj bazilici, vrsti prekrivene stoe smještene uz forum gdje su se sastajali magistrati i obavljao javni posao.
U romaničkim konstrukcijama, gdje galerija omogućuje prolaz nad pobočnim brodovima, umeće se dodatak visini broda koji se naziva triforij. U kasnijim stilovima triforij se izbacuje, bočni brodovi snizuju, a velike površine obojenog stakla (vitraji) ispunjaju prozore kleristorija kao u opatiji Bath.
Križište je dio broda na spoju transepta crkvene građevine križnoga tlocrta. Križište može biti nadvišeno tornjem ili šiljkom, ili u istočnim crkvama kupolom, obilježjem koje je ponovo uvedeno na Zapadu u vrijeme renesanse, a prvi primjer je San Lorenzo Filippa Brunelleschija . Brunelleschi je povratio originalnu rimsku formu bazilike i svjesno oživio rimske detalje poput ravnog kasetiranog stropa, zadržavajući pritom bazilikalno osvjetljenje. U ostalim kontekstima, lanterne i otvori iznad transepta omogućavaju veći priljev svjetla u prostor svetišta.
Brod je bio prostor rezerviran za laike, dok su svetište i kor bili rezervirani za kler, a lektorij (cancellus) je odvajao svetište od broda. Lektorije su uklonili protestantski reformisti u 16. stoljeću. Fiksirane klupe postavljene u brodu relativno su moderna, protestantska inovacija. Tijekom tjedna veliki otvoreni prostor često je služio kao gradska tržnica, za politička okupljanja, kao mjesta različite trgovine, u nekim slučajevima čak i prostitucije. Često smrdeći na životinjsku balegu i ljudsku mokraću, brodovi nisu bili pretjerano čista mjesta. Stoga su lektoriji služili za odvajanje posvećenih prostora katedrale i odmicanje neopranih i nesvetih.

## Galerija
- Dispozicija osnove u obliku latinskog križa
- Glavni brod
- Bočni brodovi
- Poprečni brod – transept
- Narteks
- Travej
- Križište glavnog broda i transepta

## Rekordni crkveni brodovi
- Najduži brod u Engleskoj: katedrala St Albans, St Albans (anglikanski) (106 metara)
- Najduži brod u Francuskoj: katedrala Saint Etienne, Bourges (91 metar uključujući kor umjesto kojeg bi bilo križište da postoje transepti.)
- Najduži brod u Italiji: bazilika sv. Petra u Rimu (91 metar u četiri odjeljka)
- Najduži brod u Njemačkoj: kölnska katedrala (58 metara uključujući dva odjeljka između tornjeva.)
- Najduži brod u SAD-u: katedrala svetog Ivana Božanskog, New York City (biskupski) (70 metara)
- Najduži brod u Španjolskoj: Sevilla (60 metara u pet odjeljaka)
- Najviši nadsvođeni brod: katedrala Beauvais, Beauvais, Francuska, (48 metara visoki ali samo jedan odjeljak broda je zapravo sagrađen, a kor i transepti su dovršeni do iste visine.)
- Najviši dovršeni brod: bazilika sv. Petra, Rim, Italija, visok 46 metara.
- Najviši dovršeni nadsvođeni brod: milanska katedrala, Italija, visok 45 metara.